# Концертний зал імені Волта Діснея
Концертний зал імені Волта Діснея (англ. Walt Disney Concert Hall) — новітній концертний майданчик Лос-Анджелеса, домашня сцена Лос-Анджелеського філармонічного оркестру. Відкритий 23 жовтня 2003 року.
Біля витоків проєкту стояла вдова Волта Діснея Ліліан, яка у 1987 р. пожертвувала на створення в Лос-Анджелесі нового концертного залу 50 мільйонів доларів. Архітектор Френк Гері, один з найбільших архітекторів світу, розробив проєкт будівлі до 1991 р., у 1992 р. почалося будівництво підземного гаража під концертним залом (спорудження гаража було окремо профінансовано муніципальною владою). Робота над самим концертним залом деякий час відкладалася, оскільки його вартість виявилася набагато вища, ніж планувалось, і знадобилося додаткове фінансування. В результаті вартість проєкт склала близько 170 мільйонів доларів, з яких сім'я Діснея внесла приблизно половину, ще 25 мільйонів пожертвувала Компанія Волта Діснея. Будівництво розпочалося в грудні 1999 р. і було завершено в 2003 р. В 2005 р. були зроблені деякі зовнішні перероблення, пов'язані зі скаргами мешканців сусідніх будинків: сталеві панелі, якими оздоблений фасад концертного залу, концентрували сонячні промені, і тому в деяких квартирах навпроти стояла нестерпна спека, а температура поверхні тротуару досягала 60 °C.

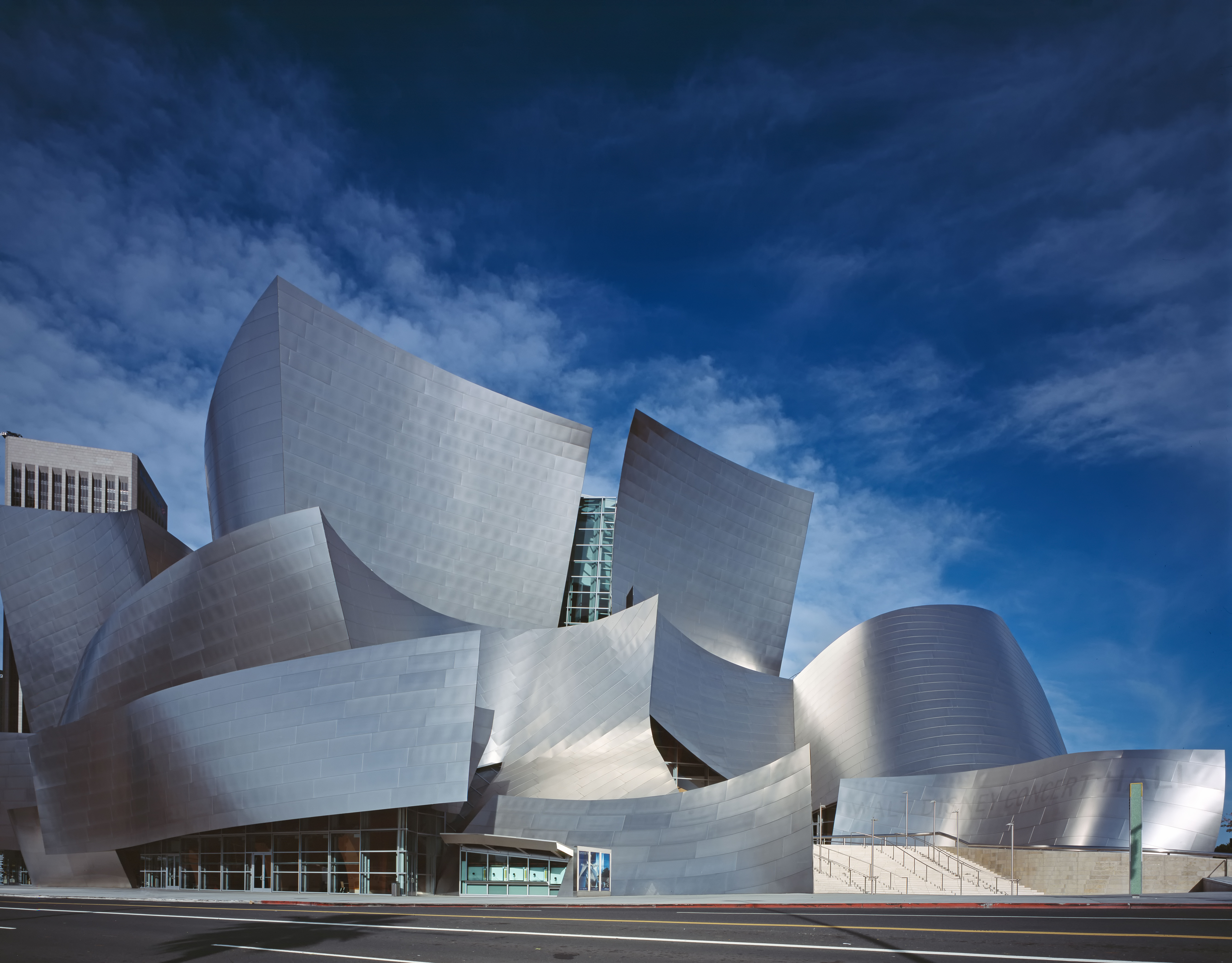
Концертний зал імені Волта Діснея

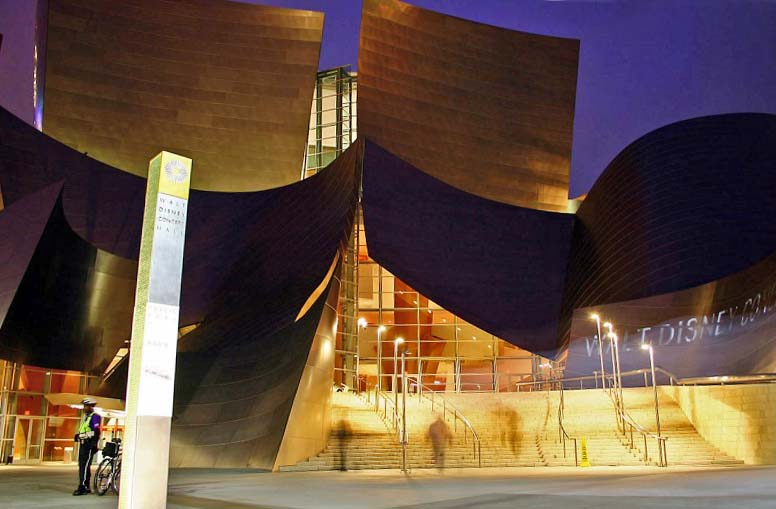
Головний вхід

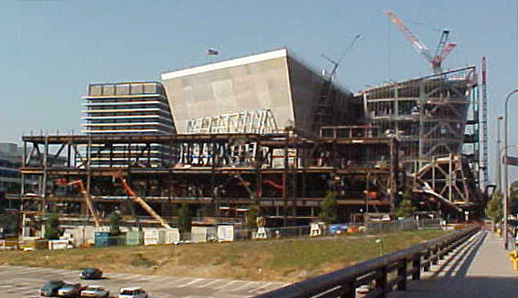
Будівництво будівлі (2001)

Зал розрахований на 2265 слухачів. Його акустику фахівці одностайно оцінюють високо, при тому, що думки про архітектуру Гері традиційно суперечливі. В цьому випадку розбіжності викликали не тільки рішення зовнішнього фасаду, але і такий значний елемент внутрішнього оздоблення залу, як фасад органу, який парадоксально вирішений архітектором у вигляді пучка трубок, що стирчать під різними кутами.
Поряд з концертами академічної та, рідше, джазової музики концертний зал імені Діснея використовується і для інших акцій. Зокрема, в 2003 році саме тут пройшла світова прем'єра фільму «Матриця: Революція».

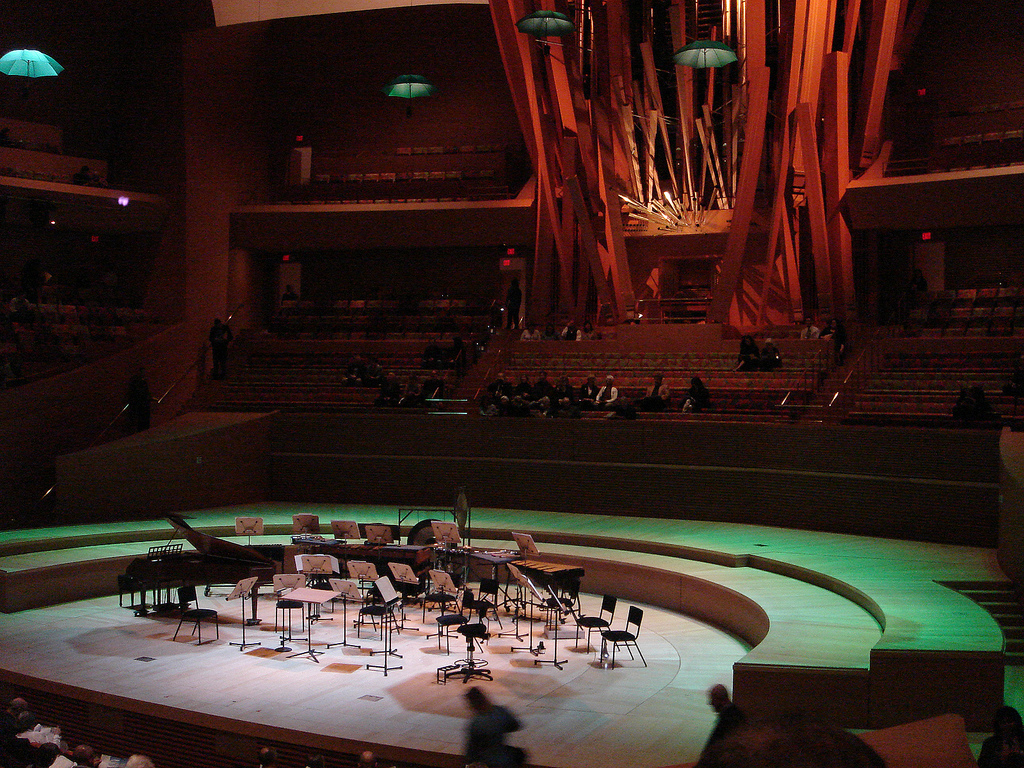
Сцена і фасад органу

У 2005 році в ефір вийшов епізод «Тюремний щур» мультсеріалу «Сімпсони». У ньому в Спрінгфілд запрошують Френка Гері, який будує його жителям концертний зал, який дуже нагадує Зал Волта Діснея.